# Країни за річним обсягом надрукованих книжок
ЮНЕСКО контролює кількість книг, виданих у країнах світу за рік як важливий показник рівня життя та освіти, а також самосвідомості країн.

## Список країн
За зменшенням кількості нових найменувань на рік:
1. КНР (2013) 440 000[1]
2. США (2013) 304 912[1]
3. Велика Британія (2011) 184 000[2]
4. Росія (2013) 101 981[3]
5. Індія (2013) 90 000[4]
6. Японія (2013) 82 589[5]
7. Німеччина (2011) 82 048[2]
8. Італія (2013) 61 966[6]
9. Іспанія (2017) 60 185[7]
10. Південна Корея (2014) 47 589[8]
11. Туреччина (2011) 43 100[9]
12. Франція (2011) 41 902[2]
13. Польща (2017) 38 620[10]
14. Іран (2012; 01Jan12-15Oct12) 28 322 (Загалом 53 958)[11]
15. Австралія (2014) 28 234[12]
16. Республіка Китай (2010) 28 084 (Загалом 43 258)[13]
17. Аргентина (2014) 28 010[14]
18. В'єтнам (2009) 24 589[15]
19. Індонезія (2009) 24 000+[15]
20. Бразилія (2012) 20 792 (Загалом 57 473)[16]
21. Канада (1996) 19 900[17]
22. Чехія (2011) 18 985[18]
23. Сербія (2017) 15 382[19]
24. Малайзія (2015) 15 354[20]
25. Румунія (2008) 14 984[21]
26. Україна (2004) 14 790[22]
27. Гонконг (2005) 14 603[23]
28. Бельгія (1991) 13 913[24]
29. Фінляндія (2006) 13 656[25]
30. Таїланд (2009) 13 607[15]
31. Данія (1996) 12 352[24]
32. Колумбія (2010) 12 334 (Загалом 13 294)[26]
33. Швейцарія (2001) 12 156[27]
34. Сінгапур (2007) 12 000+[28]
35. Угорщина (2012) 11 645[29]
36. Нідерланди (2010) 11 500[30]
37. Білорусь (2018) 9665[31]
38. Словаччина (2006) 9400[32]
39. Єгипет (2000) 9022[33]
40. Болгарія (2017) 8640[34]
41. Ізраїль (2013) 8411[35]
42. Австрія (1996) 8056[24]
43. Португалія (1996) 7868[24]
44. Мексика (2012) 7521 (Загалом 23 948)[36]
45. Греція (2002) 6826[37]
46. Чилі (2012) 5641 (Загалом 6045)[38]
47. ПАР (1995) 5418[39]
48. Шрі-Ланка (1996) 4115[40]
49. Перу (2006) 4101[41]
50. Швеція (2010) 4074 (Загалом 30 857)[42]
51. Алжир (2008) 3955[43]
52. Пакистан (2012) 3811[44]
53. Ліван (2005) 3686[45]
54. М'янма (1993) 3660[40]
55. Нова Зеландія (2003) 3600[46]
56. Еквадор (2010) 2854 (Загалом 4164)[47]
57. Афганістан (1990) 2795[40]
58. Саудівська Аравія (2014) 2387[48]
59. Венесуела (2003) 2061[27]
60. Люксембург (2001) 2000[27]
61. Латвія (1996) 1965[24]
62. Ісландія (2017) 1742[49]
63. Філіппіни (1996) 1507[40]
64. Куба (2003) 1488[27]
65. Коста-Рика (2003) 1315[27]
66. Нігерія (1991) 1314[39]
67. Казахстан (1996) 1226[40]
68. Сирія (2004) 1138[50]
69. Узбекистан (1996) 1003[40]
70. Кіпр (1996) 930[40]
71. Марокко (1996) 918[39]
72. Туніс (1996) 720[39]
73. Домініканська Республіка (2003) 705[27]
74. Уругвай (2003) 605[27]
75. Болівія (2003) 584[27]
76. Грузія (1998) 581[40]
77. Азербайджан (1996) 542[40]
78. Йорданія (1996) 511[40]
79. Панама (2003) 506[27]
80. Туркменістан (1994) 450[40]
81. Гватемала (2003) 446[27]
82. Киргизстан (1998) 420[40]
83. Мальта (1995) 404[24]
84. Фіджі (1994) 401[51]
85. Вірменія (1996) 396[40]
86. Парагвай (2003) 390[27]
87. Албанія (1991) 381[24]
88. Нікарагуа (2003) 306[27]
89. Кенія (1994) 300[39]
90. ОАЕ (1993) 293[40]
91. Гондурас (2003) 290[27]
92. Уганда (1996) 288[39]
93. Монголія (1992) 285[40]
94. Сальвадор (2003) 250[27]
95. Ефіопія (1991) 240[39]
96. Зімбабве (1992) 232[39]
97. Ватикан (1996) 228[24]
98. Катар (1996) 209[40]
99. Кувейт (1992) 196[40]
100. Танзанія (1990) 172[39]
101. Ботсвана (1991) 158[39]
102. Таджикистан (1996) 132[40]
103. Папуа Нова Гвінея (1991) 122[51]
104. Мадагаскар (1996) 119[39]
105. Малаві (1996) 117[39]
106. Намібія (1990) 106[39]
107. Еритрея (1993) 106[39]
108. Бруней (2009) 91[15]
109. Лаос (1995) 88[40]
110. Бенін (1994) 84[39]
111. Маврикій (1996) 80[39]
112. Реюньйон (1992) 69[39]
113. ДР Конго (1992) 64[39]
114. Андорра (1994) 57[24]
115. Суринам (1996) 47[17]
116. Гаяна (1996) 42[17]
117. Монако (1990) 41[24]
118. Бахрейн (1996) 40[40]
119. Гана (1992) 28[39]
120. Лівія (1994) 26[39]
121. Ангола (1995) 22[39]
122. Малі (1995) 14[39]
123. Гамбія (1996) 14[39]
124. Буркіна-Фасо (1996) 12[39]
125. Оман (1996) 7[40]

Загалом: приблизно 2 210 000.